# Katalog galaktika i galaktičkih skupova
Katalog galaktika i galaktičkih skupova (eng. Catalogue of Galaxies and Clusters of Galaxies, CGCG, ZWG) je astronomski katalog galaktika koji je sastavio švicarski astronom Fritz Zwicky.
Katalog je objavljen između 1961. i 1968. godine. Obuhvaća 29.418 galaktika i 9.134 galaktičkih skupova.